# 더 보이스 (미국의 텔레비전 프로그램)
《더 보이스》(영어: The Voice)는 미국 NBC에 방영되고 있는 노래 경연 TV 프로그램이다. 대한민국에서는 Mnet에서 방영된 적 있다. 첫 번째 시즌의 우승자는 하비에르 콜론이다.
현재 '더 보이스 시즌 20'이 방영 준비 중이다.

## 코치
- 애덤 리바인 - 마룬 5의 보컬리스트, 싱어송라이터 (모든 시즌)
- 블레이크 셸턴 - 미국의 컨트리 가수 (모든 시즌)
- 크리스티나 아길레라 - 미국의 팝 가수 (시즌 1, 2, 3, 5, 8, 10)
- 샤키라 - 콜롬비아의 라틴 팝 가수 (시즌 4, 6)
- 어셔 - 미국의 R&B 가수 (시즌 4, 6)
- 그웬 스테파니 - 노 다웃의 보컬 (시즌 7, 9)
- 패럴 윌리엄스 - 가수 (시즌 7, 8, 9, 10)

### 하차한 코치
- 시 로 그린 - 미국의 소울 가수 (시즌 1, 2, 3, 5)

## 같이 보기
- 더 보이스
- 보이스 코리아
- 보이스 코리아 1
- 보이스 코리아 2
- 보이스 키즈
- 슈퍼탤런트 오브 더 월드
- 아메리칸 아이돌